# Begonia exigua
Espèce
Begonia exigua est une espèce de plantes de la famille des Begoniaceae.
L'espèce fait partie de la section Ephemera.
Elle a été décrite en 1953 par Edgar Irmscher (1887-1968).
En 2018, l'espèce a été assignée à une nouvelle section Ephemera, au cycle annuel, au lieu de la section Begonia.

## Répartition géographique
Cette espèce est originaire du Brésil.